# Saint-Esprit

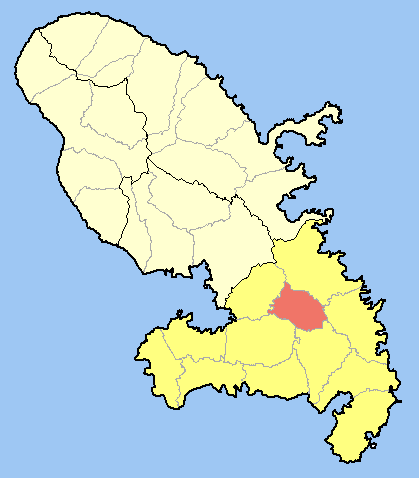
Situació de Saint-Esprit

Saint-Esprit és un municipi francès, situat a la regió de Martinica. El 2009 tenia 8.933 habitants. Es troba a la part centre-meridional de l'illa.

## Administració
| Període | Identitat  | Partit |
| ------- | ---------- | ------ |
| 2008-   | Eric Hayot |        |